# Martijn Monteyne
Martijn Monteyne (Roeselare, 12 novembre 1984) è un ex calciatore belga, di ruolo difensore.